# Benlabyrinten
Benlabyrinten är de håligheter i skallbenet som rymmer innerörats olika delar. Håligheten täcks av benhinna. Mellan benlabyrinten och hinnlabyrinten finns en tunn hålighet fylld av vätska (perilymfa).

## Labyrintens delar
- båggångarna
- hörselsnäckan
- vestibulum